# ポリュクラテス
ポリュクラテス（ポリュクラテース、ギリシア語: Πολυκράτης、Polycrates）は、アイアケスの子で、サモス島の僭主（在位：紀元前538年頃 - 紀元前522年）。

## 生涯
ポリュクラテスはヘーラーの祭の期間、兄弟のパンタグノトスおよびシュロソンとともにサモスを掌握したが、すぐにパンタグノトスは殺害、シュロソンは追放して、単独でサモスを支配した。それからエジプトのファラオであるアマシス2世、ナクソス島の僭主リュグダミスと同盟を結んだ。ポリュクラテスは五十櫂船100隻、弓兵1000を率いて、エーゲ海の島々、小アジアのイオニア沿岸諸都市を略奪、レスボス島とミレトス海軍を破って隷属させた。さらにレネイア島を征服し、アポローンへの奉納品とした。
ポリュクラテスは戦士として僭主として名声を得た。その業績としてとくに有名なのが、サモス島に作ったエウパリノスの地下導水路（Ευπαλίνιον όρυγμα）、巨大なヘーラー神殿（ヘライオン）、後にローマ皇帝カリグラが建て直した宮殿である。紀元前522年、ポリュクラテスはデロス島とデルポイ両方のアポローンを讃える二重の祭を催した。キオスのキュナイトス（Κιναιθος）作とされる『ホメーロス風讃歌』の1つ「アポローンへの讃歌」はこの時に作られたという説がある。ポリュクラテスは詩人アナクレオンやクロトン人医師デモケデスのパトロンだった。
ヘロドトスによると、アマシス2世はポリュクラテスが幸運に恵まれすぎていると思い、その幸運が不幸に変わらないために、一番大事にしているものを捨てるように忠告した。ポリュクラテスはそれに従い、宝石で飾られた指輪を海に投げ捨てた。しかし数日後、その指輪を飲み込んだ大魚を漁師が釣り上げた。漁師はその大魚をポリュクラテスに献上し、料理人がさばいたところ、指輪を発見した。ポリュクラテスはそのことをアマシス2世に知らせた。アマシス2世はそのような幸運は破滅をもたらすと信じ、ポリュクラテスとの同盟を破棄した。
エジプトの同盟破棄は、ポリュクラテスがエジプトの敵だったペルシア王カンビュセス2世と同盟したせいだったのかも知れない。この時期までにポリュクラテスは三段櫂船40隻を建造していた。おそらく、そのような艦隊を持った国はサモスが最初だったと思われる。ポリュクラテスはその三段櫂船に政治的に危険と思われる人々を乗せ、カンビュセス2世の所に向かわせ、カンビュセス2世には彼らを処刑するよう頼んだ。しかし、その計画を察した人々はポリュクラテスを倒すためにエジプトから引き返した。反乱軍は海上でポリュクラテスを破ったが、サモス島を落とすことはできなかった。反乱軍はギリシア本土に向かい、スパルタならびにコリントスと同盟し、サモス島を包囲攻撃したがうまく行かず、40日後に撤退した。
ヘロドトスはポリュクラテスの死についても語っている。カンビュセス2世の治世の終わり頃、サルディス総督オロイテスがポリュクラテスの殺害を企み、ポリュクラテスをサルディスに招いた。不吉な夢を見た娘が行かないよう説得するが、ポリュクラテスはそれを押し切り、サルディスに行き、暗殺された。どのような方法で殺されたかはヘロドトスは書いていない。

## ポリュクラテス・コンプレックス
心理学で、ポリュクラテス・コンプレックス（Polycrates complex）とは、罰せられたい欲望のこと。ポリュクラテスが死を予言した娘の忠告を振り切って、暗殺者を訪ねたことに由来する。
精神分析学・犯罪学で犯罪を説明するのに使われる。4歳から6歳までの男根期に、男子はジークムント・フロイトがエディプスコンプレックスと呼ぶものを経験する。この願望が、子供たちに罰されて、カタルシスに達したいという無意識の罪をもたらす。この文脈において犯罪行為とはそのゴール（処罰など）への手段とみなされる。